# Vito Allegri
Vito Allegri (San Secondo Parmense, 4 aprile 1870 – San Secondo Parmense, 11 febbraio 1937) è stato un contrabbassista italiano.

## Biografia
Avendo mostrato sin da piccolo attitudine alla musica, entrò come convittore nella Regia Scuola di musica di Parma il 6 novembre 1880 all'età di 10 anni. Inizialmente si accostò allo studio del violoncello senza tuttavia mostrare particolare predisposizione per tale strumento. Visti i risultati non eccelsi nel 1886 fu avviato, per iniziativa del direttore stesso, allo studio del contrabbasso e l'intuizione si rivelò felice poiché l'Allegri dimostrò da subito di possedere doti non comuni nel suonarlo. Dopo essersi accostato anche alla tromba negli ultimi due anni di scuola, Vito Allegri si diplomò infatti con 110 e lode in contrabbasso il 13 luglio 1888.
Terminati gli studi Vito Allegri percorse una carriera brillante sia in Italia che all'estero, acquisendo fama mondiale. Nel 1896 vinse il concorso per entrare a far parte dell'Orchestra del Comune di Torino diretta da Arturo Toscanini, in seguito lavorò all'estero divenendo primo contrabbasso del Teatro Metropolitan di New York prima e della Scala di Milano poi, trasferendosi in seguito a Firenze. Nel 1903 fu primo contrabbasso dell'Orchestra diretta da Arturo Toscanini nella temporada di Buenos Aires, poi si esibì al Teatro Solis di Montevideo.
Nel 1912 divenne insegnante di contrabbasso al Conservatorio della Musica di Parma, cattedra che mantenne sino al 1914 quando venne sostituito da Luigi Ratiglia.
Ritiratosi in seguito a vita privata morì a San Secondo Parmense il giorno 11 febbraio 1937.

## Curiosità
Il compositore Vito Frazzi, che portava lo stesso nome, era suo nipote.